# Минерос де Сакатекас
«Мине́рос де Сакате́кас» (исп. Club Deportivo Mineros de Zacatecas) — мексиканский футбольный клуб из города Сакатекас, столицы одноимённого штата. Выступает в Ассенсо МХ, второй по уровню в системе футбольных лиг Мексики. Домашние матчи команда проводит на стадионе Франсиско Вилья, вмещающем 13 820 зрителей.
История «Минерос де Сакатекас» берёт своё начало в 2014 году, когда президент «Grupo Pachuca» Хесус Мартинес Патиньо объявил о том, что клуб «Эстудиантес Текос» переедет из города Сапопан (штат Халиско) в Сакатекас. Это стало возможно благодаря соглашению с властями штата Сакатекас, желавшими иметь у себя футбольную команду высокого уровня. Сакатекас не имел 11 лет своей команды в Ассенсо МХ, с тех пор как летом 2003 года местный «Реал Сосьедад де Сакатекас» был расформирован. «Эстудиантес Текос» же возродился спустя год после основания «Минерос де Сакатекас», выступая в Третьем дивизионе.
Дебютный матч в Ассенсо МХ «Минерос де Сакатекас» сыграла 18 июля 2013 года против клуба «Коррекаминос». Команда под руководством аргентинского тренера Пабло Марини добилась гостевой нулевой ничьи в этом поединке. Заняв же по итогам регулярного турнира Апертуры 2014 2-е место, «Минерос де Сакатекас» получил право побороться за место в Примере в последующем плей-офф, где в полуфинале уступил «Некаксе». По итогам Клаусуры 2015 команда заняла 8-е место и не попала в плей-офф. Летом 2015 года мексиканский тренер Хоэль Санчес сменил Марини на посту главного тренера «Минерос де Сакатекас». По итогам регулярного турнира Апертуры 2015 команда заняла 4-е место, но вновь как и год назад уступила в полуфинале плей-офф, на этот раз клубу «Хуарес».
В розыгрышах Кубка Мексики, по состоянию на конец 2015 года, «Минерос де Сакатекас» ещё не удавалось выйти из группы.

## Текущий состав

Прежний логотип клуба

| №  |              | Поз. | Имя                | Год рождения |
| -- | ------------ | ---- | ------------------ | ------------ |
| 1  | Флаг Мексики | Вр   | Себастьян Фасси    | 1993         |
| 2  | Флаг Мексики | ПЗ   | Мигель Веласкес    | 1990         |
| 3  | Флаг Мексики | Защ  | Серхио Флорес      | 1995         |
| 4  | Флаг Мексики | Защ  | Эриберто Агуайо    | 1991         |
| 5  | Флаг Мексики | Защ  | Абрахам Торрес     | 1992         |
| 7  | Флаг Мексики | ПЗ   | Мигель Тапиас      | 1997         |
| 8  | Флаг Мексики | ПЗ   | Фернандо Мадригаль | 1991         |
| 9  | Флаг Мексики | Нап  | Гильермо Мартинес  | 1995         |
| 11 | Флаг Мексики | Нап  | Стивен Альмейда    | 1995         |
| 12 | Флаг Мексики | Вр   | Антонни Монреаль   | 1994         |
| 13 | Флаг Мексики | Защ  | Джонни Магальон    | 1981         |
| 14 | Флаг Мексики | Защ  | Хосе Рамон Партида | 1989         |

| №  |              | Поз. | Имя                 | Год рождения |
| -- | ------------ | ---- | ------------------- | ------------ |
| 15 | Флаг Мексики | ПЗ   | Эктор Маскорро      | 1997         |
| 16 | Флаг Мексики | ПЗ   | Эдуардо Лопес       | 1992         |
| 17 | Флаг Чили    | Нап  | Серхио Вергара      | 1994         |
| 19 | Флаг Мексики | Нап  | Эдер Крус           | 1989         |
| 20 | Флаг Панамы  | Нап  | Роберто Нурсе       | 1983         |
| 22 | Флаг Мексики | Защ  | Франсиско Сантильян | 1992         |
| 23 | Флаг Мексики | ПЗ   | Франсиско Ривера    | 1994         |
| 28 | Флаг Мексики | Вр   | Рафаэль Рамирес     | 1992         |
| 32 | Флаг Мексики | Нап  | Хуан Карлос Энрикес | 1990         |
| 33 | Флаг Мексики | ПЗ   | Оскар Суарес        | 1995         |
| 35 | Флаг Мексики | Нап  | Сауль Акоста        | 1990         |